# Notiosorex
Notiosorex (Coues, 1877) è un genere di toporagni della famiglia dei Soricidi.

## Descrizione

### Dimensioni
Al genere Notiosorex appartengono toporagni di piccole dimensioni, con lunghezza della testa e del corpo tra 48 e 69 mm, la lunghezza della coda tra 22 e 31 mm e un peso fino a 5 g.

### Caratteristiche craniche e dentarie
Il cranio presenta una scatola cranica larga ed appiattita. Sono presenti tre denti superiori unicuspidati. La punta dei denti è leggermente pigmentata di arancione, mentre i molari sono completamente bianchi.
Sono caratterizzati dalla seguente formula dentaria:

### Aspetto
Il corpo è snello. Le parti dorsali sono generalmente grigiastre mentre quelle inferiori sono bianche. Le orecchie sono ben sviluppate. La coda è lunga meno della metà della testa e del corpo. Le femmine hanno tre paia di mammelle.

## Distribuzione
Il genere è diffuso in America settentrionale.

## Tassonomia
Il genere comprende 6 specie.
- Notiosorex cockrumi
- Notiosorex crawfordi
- Notiosorex dalquesti †
- Notiosorex evotis
- Notiosorex harrisi †
- Notiosorex villai